# Odaipatti
Odaipatti es una ciudad y nagar Panchayat situada en el distrito de Theni en el estado de Tamil Nadu (India). Su población es de 13892 habitantes (2011). Se encuentra a 25 km de Theni.

## Demografía
Según el censo de 2011 la población de Boothipuram era de 13892 habitantes, de los cuales 6912 eran hombres y 6980 eran mujeres. Odaipatti tiene una tasa media de alfabetización del 76,29%, inferior a la media estatal del 80,09%: la alfabetización masculina es del 86,58%, y la alfabetización femenina del 66,31%.